# Martinsville (Wirginia)

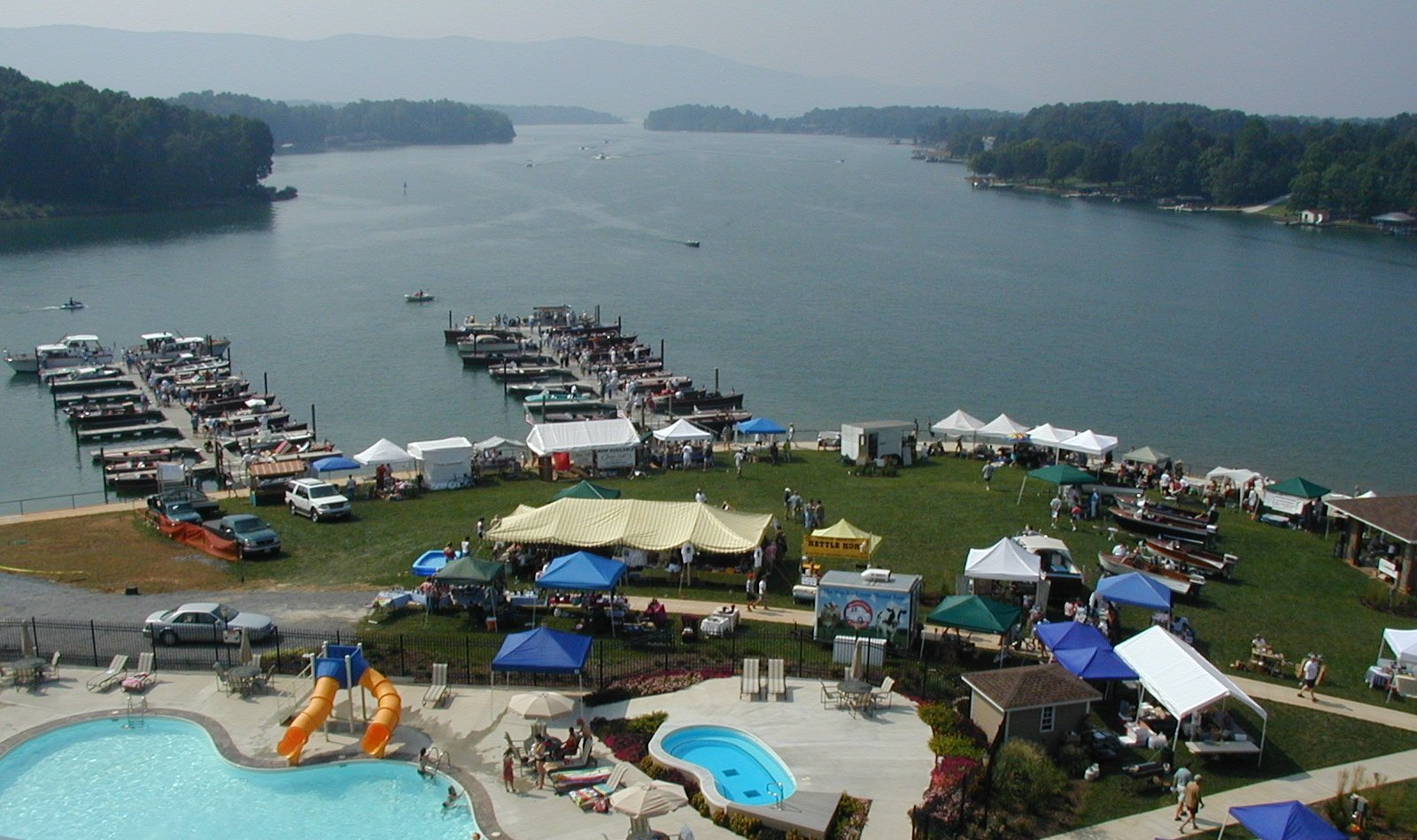
Jezioro Smith Mountain jest jedną z atrakcji Martinsville

Martinsville – niezależne miasto w Stanach Zjednoczonych, w stanie Wirginia. Według spisu w 2020 roku liczy 13,5 tys. mieszkańców, oraz 63,7 tys. mieszkańców w obszarze mikropolitalnym. Blisko połowę mieszkańców głównego miasta stanowią Afroamerykanie. 